# 花奈澪
花奈 澪（はなな みお、10月7日 - ）は、日本の女優。元宝塚歌劇団花組の娘役。
東京都杉並区、鷗友学園女子高等学校出身。身長163cm。血液型A型。愛称は「なみお」。

## 来歴
2005年、宝塚音楽学校入学。
2007年、宝塚歌劇団に93期生として入団。入団時の成績は42番。星組公演「さくら／シークレット・ハンター」で初舞台。その後、花組に配属。
2014年11月16日、明日海りお・蘭乃はなトップコンビ大劇場お披露目となる「エリザベート」東京公演千秋楽をもって、宝塚歌劇団を退団。
退団後は2.5次元舞台を中心に、舞台から映像までジャンルを問わずに活動している。

## 宝塚歌劇団時代の主な舞台

### 初舞台
- 2007年3 - 4月、星組『さくら』『シークレット・ハンター』（宝塚大劇場のみ）

### 花組時代
- 2007年9月、『アデュー・マルセイユ』『ラブ・シンフォニー』
- 2008年5月、『愛と死のアラビア』『Red Hot Sea』
- 2009年1月、『太王四神記』
- 2009年9月、『外伝 ベルサイユのばら-アンドレ編-』新人公演：ランバーヌ夫人（本役：絵莉千晶）／カロンヌ夫人（本役：高翔みず希）『EXCITER!!』
- 2010年3月、『虞美人』
- 2010年7月、『麗しのサブリナ』新人公演：シモーヌ（本役：凪咲星南）『EXCITER!!』
- 2011年2月、『愛のプレリュード』新人公演：メアリー（本役：初姫さあや）『Le Paradis!!』
- 2011年6月、『ファントム』コレット、新人公演：フローレンス（本役：梅咲衣舞）
- 2011年10月、『小さな花がひらいた』又『ル・ポァゾン 愛の媚薬II』（全国ツアー）
- 2012年1月、『復活-恋が終わり、愛が残った-』新人公演：女看守（本役：梅咲衣舞）『カノン』
- 2012年5月、『近松・恋の道行』（バウホール・日本青年館）初音
- 2012年7月、『サン＝テグジュペリ』『CONGA!!』
- 2012年11月、『Victorian Jazz』（バウホール）女官
- 2013年2月、『オーシャンズ11』新人公演：ローラ・ブキャナン（本役：羽立光来）
- 2013年6月、『戦国BASARA』（東急シアターオーブ）
- 2013年8月、『愛と革命の詩（うた）-アンドレア・シェニエ-』新人公演：娼婦（本役：春花きらら）／果物売り（本役：鞠花ゆめ）『Mr. Swing!』
- 2014年2月、『ラスト・タイクーン -ハリウッドの帝王、不滅の愛-』新人公演：ハーレー（本役：神房佳希）『TAKARAZUKA ∞ 夢眩』
- 2014年6月、『ベルサイユのばら-フェルゼンとマリー・アントワネット編-』（中日劇場）オルタンス
- 2014年8月、『エリザベート-愛と死の輪舞（ロンド）-』 退団公演

## 宝塚歌劇団退団後の主な活動

### 舞台

#### 2015年
- Air Studio「GO,JET!GO!GO!ZERO」（2015年5月21日 - 31日、東日本橋・アクアスタジオ） - Bチーム 美月 役[4]
- Air Studio「GO,JET!GO!GO!vol.5〜涙のドライマティーニ ガールズにライバル出現？！〜」（2015年8月14日 - 24日、東日本橋・アクアスタジオ） - Aチーム 美月 役[5]
- Air Studio「GO,JET!GO!GO!vol.8〜思い出のFacebook Lover〜」（2015年10月1日 - 12日、東日本橋・アクアスタジオ） - Bチーム 美月 役[6]
- Air Studio「GO,JET!10YEARS,AGO!GO!」（2015年10月17日 - 25日、東日本橋・アクアスタジオ） - Bチーム 美月 役[7]

#### 2016年
- S&S Entertainment Studio「御伽童子」[8]（2016年1月14日 - 17日、シアター風姿花伝） - 主演・絢 役
- Air Studio「GO,JET!GO!GO!vol.9〜ラストメモリーは突然に〜」（2016年2月11日 - 23日、東日本橋・アクアスタジオ） - Dチーム 夏代 役[9]
- 舞台『のぶニャがの野望』番外公演 ねこ軍議～飼い猫はどいつニャ？～（2016年3月1日 - 6日、笹塚ファクトリー）- 濃姫ニャン 役（日替わり出演）[10]
- 企画演劇集団ボクラ団義「誤人」（2016年3月23日 - 4月3日、シアターKASSAI） - 大田原あられ / 雛形六花 役[11]
- アリスインプロジェクト「みちこのみたせかい[12]」（2016年5月5日 - 8日、新宿村LIVE） - 立原冬 役
- Air Studio「GO,JET!GO!GO! PARADISE LIVE1」（2016年6月3日 - 12日、東日本橋・アクアスタジオ） - Cチーム 美月 役[13]
- 劇団た組。「惡の華」（2016年7月27日 - 31日、浅草六区ゆめまち劇場） - ヒロイン・仲村佐和 役 [14]
- 劇団男魂プロデュース「イノチボンバイエ」[15]（2016年8月24日 - 9月4日、東京・ザ・ポケット / 9月21日 - 22日、熊本・人吉カルチャーパレス小ホール） - ミキ 役
- S project「楽屋 -流れ去るものはやがてなつかしき-」（2016年9月16日 - 19日、劇場MOMO） - 女優C 役[16]
- アリー・エンターテイメント×THE REDCARPETS「Luna Rossa」[17]（2016年10月13日 - 18日、シアターグリーン BIG TREE THEATER）- ミツヤ 役[18]
- Bobjack Theater第2１回公演「ノッキンオンヘブンズドア」（2016年12月7日 - 18日、シアターKASSAI）- 須磨今日子 役[19]

#### 2017年
- PREMIUM 3D MUSICAL『英雄伝説 閃の軌跡』[20]（2017年1月8日 - 15日、Zeppブルーシアター六本木） - イリーナ・ラインフォルト 役[21]
- 劇団〇組 「ハッピースペル」（2017年2月23日 - 26日、中目黒キンケロシアター） - シトナ 役[22]
- ビーオネスト「桜龍」[23]（2017年3月31日 - 4月5日、CBGKシブゲキ!!） - 玉置やや 役
- 劇団山本屋「午前5時47分の時計台」[24]（2017年6月2日 - 4日、光が丘IMA） - クラリス 役[25]
- UMANプロデュース「サムライガンバ」[26](2017年7月12日 - 16日、六行会ホール) - ヒロイン・潮路 役[27]
- 爆走おとな小学生「勇者セイヤンの物語(真)」[28]（2017年7月26日 - 31日、CBGKシブゲキ!!） - 街の人3 役[29]
- なんかやる制作委員会「空想ペルクライム / Les Nankayaru」[30]（2017年8月24日 - 27日、中目黒キンケロシアター） - 主演・奈蔵なな 役
- オッドエンタテインメント「まじかるすいーと プリズム・ナナ ザ・スターリーステージ[31]」（2017年9月13日 - 18日、サンシャイン劇場） - クリスティーナ 役
- LIVEDOG「鬼斬 ZERO[32]」（2017年11月22日 - 26日、シアターサンモール） - 静御前 役

#### 2018年
- アリスインプロジェクト「ゼロヨンヨンの終電車2018[33]」（2018年1月10日 - 14日、新宿村LIVE） - 黒崎波瑠 役[34]
- 音楽劇 ヨルハVer1.2[35]（2018年2月9日 - 13日、シアター1010） - 二十一号 役[36]
- Super Eccentric Girls「華〜女達よ、散り際までも美しく〜[37]」（2018年4月23日 - 29日、紀伊國屋サザンシアター） - 出雲阿国 役[38]
- テイルズ オブ ザ ステージ －ローレライの力を継ぐ者－[39]（LIVE&THEATER at横浜アリーナ：2018年6月15日、横浜アリーナ、EMOTIONAL ACT Zepp公演：8月22日 - 26日、東京・Zepp DiverCity（TOKYO） / 9月8日 - 9日、大阪・Zepp Namba（OSAKA）） - ノワール 役[40]
- Acrobat Stage「Infini-T Force[41]」（2018年8月29日 - 9月2日、光が丘IMA） - ベル・リン 役[42]
- ミュージカル『ふしぎ遊戯〜蒼ノ章〜[43]』（2018年10月13日 - 21日、全労済ホール／スペース・ゼロ） - 青龍七星士 房宿 役[44]
- 君死ニタマフ事ナカレ零_改[45]（2018年11月29日 - 12月9日、CBGKシブゲキ!!） - サクラ 役[46]

#### 2019年
- 舞台版『逆転裁判 〜逆転のGOLD MEDAL〜[47]』（2019年1月16日 - 21日、シアター1010） - 狩魔冥 役[48]
- Super Eccentric Girls Vol.2「巫女ガール[49]」（2019年2月20日 - 24日、CBGKシブゲキ!!） - 稲葉のぞみ 役
- 舞台版『BLACK BIRD[50]』（2019年3月27日 - 31日、銀座博品館劇場） - あやめ 役
- あ・うん♡ぐるーぷ 第三回公演『〜永遠の愛〜 阿国・山三（二幕）[51]』（2019年5月23日 - 26日、銀座博品館劇場） - 淀様 役
- 誰ガ為のアルケミスト 舞台版『聖石の追憶[52]』（2019年6月26日 - 30日、銀座博品館劇場） - セーダ 役
- 『RUN FOR YOUR WIFE[53]』（2019年7月27日 - 31日、三越劇場） - メアリー・スミス 役
- 舞台「魔術士オーフェン はぐれ旅」[54]（2019年8月15日 - 18日、新宿村LIVE） - アザリー 役
- 誰ガ為のアルケミスト 舞台版『聖石の追憶～闇ヲ見つめる者～[55]』（2019年9月26日 - 29日、銀座博品館劇場） - セーダ 役
- 舞台劇「からくりサーカス」機械仕掛けの神編[56]（2019年10月10日 - 19日、新宿FACE） - コロンビーヌ 役
- 舞台「魔術士オーフェン はぐれ旅」-牙の塔編-[57]（2019年11月7日 - 12日、六行会ホール） - アザリー 役
- 舞台『冒険者たちのホテル～ドラゴンクエストXに集いし仲間たち～[58]』（2019年12月18日 - 26日、俳優座劇場） - 藤澤絵里 役

#### 2020年
- 誰ガ為のアルケミスト 舞台版『聖ガ剣、十ノ戒[59]』（2020年3月13日 - 22日、新宿FACE） - セーダ 役
- 誰ガ為のアルケミスト 舞台版『宛名ノナイ光』[60][61]（2020年10月7日(水) 〜 11日、無観客LIVE配信公演）- 武器研究会 オタサーの姫 役（10月11日ゲスト出演）[62]

#### 2021年
- 演劇ユニット100点un・チョイス！第12回公演『白い星』～シロイヒカリ[63]（2021年2月10日 - 14日、中野ザ・ポケット） - 野村麻衣 役
- 劇団6番シード 第72回公演「ボイルド・シュリンプアンドクラブ」[64]（2021年4月28日 - 5月9日、シアターKASSAI）CASE3、CASE4参加 - リヨウ 役[65]
- アサルトリリィ×私立ルドビコ女学院「シュベスターの祈り」[66]（2021年5月28日 - 30日・6月4日 - 6日[67]、シアターグリーン BIG TREE THEATER） - 岸本・ルチア・来夢、一之宮・ミカエラ・日葵 役
- ピウス×オラクルナイツ『人狼TLPT 「トランスミッション」』（2021年7月1日 - 11日、萬劇場） - シルク 役[68]
- 演劇ユニット100点un・チョイス！第14回公演『#これで恋ができるなら』[69]（2021年7月28日 - 8月1日、CBGKシブゲキ!!） - 佃 茜 役
- 舞台「Collar×Malice -榎本峰雄編&笹塚尊編-」[70]（2021年9月9日 - 14日、こくみん共済 coopホール／スペース・ゼロ） - 星野市香[榎本峰雄編] 役[71]
- DMF/ENG提携公演vol.6『クレプトキング 月を見ていたかった兎』[72]（2021年10月29日 - 11月7日、シアターグリーン BIG TREE THEATER） - 来栖國枝 役[73]
- 舞台『デバッグログ』（2021年11月24日 - 29日、中野ザ・ポケット） - 黒澤伊織 役[74]
- Bobjack Theater 第26回公演「ロング・グッドバイ〜ノッキンオンアナザードア〜」（2021年12月22日 - 31日、シアターKASSAI） - 雲居静歌 役[75]

#### 2022年
- 舞台『機動戦士ガンダム00 -破壊による覚醒-Re:(in)novation』[76][77]（2022年2月7日 - 14日、新国立劇場） - ヒリング・ケア 役
- 誰ガ為のアルケミスト 舞台版『-Last Blue 漆黒から、君ニ-』[78][79]（2022年2月20日 - 27日、新宿FACE） - セーダ 役
- 舞台『海街diary』[80][81][82][83]（2022年3月30日 - 4月3日、シアターサンモール / 4月9日 - 10日 ABCホール） - 香田幸 役
- オフィスBJ『丸山正吾と五人の女優』（2022年6月1日 - 5日、シアターKASSAI） - 柏木優希 役[84]
- TKmeets『太陽にホエール』（2022年7月27日 - 31日、ステージカフェ下北沢亭） - 安生洋子 役[85]
- 演劇ユニット100点un・チョイス！『誰かが彼女を知っている』[86]（2022年8月31日 - 9月4日、中野ザ・ポケット） - 葉月杏奈 役
- 音楽劇『ジェイド・バイン』[87]（2022年11月17日 - 23日、シアター1010） - ダリア・ローダンテ 役[88]

#### 2023年
- 舞台『アサルトリリィ・御台場女学校-The Battle to Overcome-』[89]（2023年2月3日 - 12日、こくみん共済 coopホール／スペース・ゼロ） - 横山梓 役[90]
- 舞台『ラストアンコール～死者の夜明け～』（2023年3月23日 - 4月2日、博品館劇場） - 夢乃 役[91]
- 人狼TLPT 『WITCH III 星降る夢と13人の魔女』（2023年5月6日 - 13日、シアターサンモール） - アストレア 役[92]
- 舞台『人を泣かす事など簡単だという劇作家が、自分を泣かせる話を書いて欲しいと言われたら書けなかった話。』（2023年6月7日 - 11日、中目黒キンケロシアター）- 中島栞里 役[93]
- 「マッシュル-MASHLE-」THE STAGE（2023年7月4日 - 11日、東京国際フォーラム ホールC / 7月15日 - 17日、AiiA 2.5 Theater Kobe）- ラブ・キュート 役[94]
- 「リリィコレクション2023 御台場女学校 with 私立ルドビコ女学院」[95]（2023年8月26日 - 27日、シアターサンモール）- 横山 梓 役[96]
- 人狼TLPT 『FLAG III 誓いの酒と呪われし秘宝』（2023年8月23日 - 9月3日、新宿村LIVE） - アストレア 役[97]
- たみしょうプロデュースvol .1 『プリズン DE ベイビー』（2023年9月6日 - 9月10日、シアターKASSAI)[98]　- 花奈・アビゲイル・ナミオ 役（9月6日ゲスト出演）[99]
- 舞台『苦闘のラブリーロバー』[100]（2023年10月4日 - 9日、シアターサンモール）- ゆっきー 役
- 魔法歌劇 アルマギア〜Episode.0〜（2023年11月2日 - 5日、シアター1010） - クラウンテール 役[101]
- 『父が死んだ時、僕たちは何年かぶりに集まった。』[102][103]（2023年12月6日 - 12月10日、CBGKシブゲキ!!）- 原田聡美 役[104]
- 朗読劇『Sleigh Ride』（2023年12月17日、TIAT SKY HALL） - 秩父柚/真白 役[105]

#### 2024年
- Last Stage『売春捜査官』[106](2024年1月17日 - 1月21日、シアターKASSAI) - 木村伝兵衛 役[107][108]

#### 2025年
- 朗読劇『七月二十九日、君に還る日』[109]（2025年8月12日 - 8月15日、秋葉原ハンドレッドスクエア倶楽部2）- 橘詩音 役（日替わり出演）

### テレビ
- 声龍門（2015年4月 - 6月、MXテレビ） - アシスタントMC
- CHIEF〜警視庁IR分析室〜(2018年4月、テレビ朝日) - 樋口麻友
- 刑事7人（2020年8月、テレビ朝日）- 本条美和

### ラジオ
- 『花奈澪のコンフェティ☆シャワー』（2015年10月〜2023年7月、かわさきエフエム）[110]
- 『トレードアイランド学園』（2023年4月～2024年3月、TBSラジオ）
- 『鷹の爪団の人工知能、ちょっと来い！〜AIを使って世界征服じゃ！〜』（2025年7月〜、TOKYO FM）[111]

### CM
- プロアクティブ（2020年10月）[112]

### テレビアニメ
- NieR:Automata Ver1.1a（2023年 - 2024年、二十一号） - 2シリーズ[一覧 1]

### シリーズ一覧
1. ↑  第1クール（2023年）、第2クール（2024年）